# Vertica ibis
Vertica ibis är en fjärilsart som beskrevs av Evans 1955. Vertica ibis ingår i släktet Vertica och familjen tjockhuvuden. Inga underarter finns listade i Catalogue of Life.